# Juan Daniel Cáceres
Juan Daniel Cáceres Rivas (né le 6 octobre 1973 à Asuncion au Paraguay) est un joueur de football international paraguayen, qui évoluait au poste de défenseur.

## Biographie

### Carrière en sélection
Avec l'équipe du Paraguay, il joue 19 matchs (pour 2 buts inscrits) entre 1999 et 2005. 
Il figure dans le groupe des sélectionnés lors des Copa América de 1999 et de 2001. Il atteint les quarts de finale de cette compétition en 1999.
Il joue également 6 matchs comptant pour les tours préliminaires de la coupe du monde, lors des éditions 2002 et 2006.

## Palmarès
| Cerro Porteño - Championnat du Paraguay (3) : - Champion : 1994, 1996 et 2001. |  | Estudiantes - Championnat d'Argentine (1) : - Champion : 2006 (Ouverture). |